# タイガービルヂング
タイガービルヂング（TIGER BUILDING）は、東京都台東区蔵前4  丁目に所在する、1934年（昭和9年）建築の歴史的建造物のテナントビル。
建設当時の用途は、エレベーターが設置された賃貸集合住宅として建てられた。東京大空襲にも焼け落ちることなく、戦災をくぐり抜けてきた震災復興建築の一つであり、台東区内で最も古いビルである。また、建物はラーメン構造で、昭和初期の鉄筋コンクリート造の技術を知る上で貴重な建物と考えられている。2016年（平成28年）に、国の登録有形文化財（建造物）に登録された。

## 文化財
登録有形文化財（建造物）
登録年月日:2008年（平成20年）3月7日、種別:住宅/建築物、登録基準:造形の規範となっているもの。
年代:1926年 - 1988年（昭和初期）建築、1955年（昭和30年）改築、鉄筋コンクリート造、地上5階、地下1階、塔屋2か所建、建築面積301m2。

## 交通
鉄道
- 都営地下鉄大江戸線 - 蔵前駅より徒歩3分、都営地下鉄浅草線 - 蔵前駅より徒歩6分
- 東京メトロ銀座線 - 田原町駅より徒歩12分
- つくばエクスプレス - 新御徒町駅より徒歩6分

## 関連文献
- 近代建築社『近代建築』「タイガービル 荘司建設」近代建築社、1961年2月
- 都市出版『東京人』川西崇行著「歴史的たてものの宝庫台東区をもっと知るための街角建築図譜 タイガービル」都市出版、2008年2月